# النيل للبترول
شركة النيل للبترول المحدودة شركة تعمل في مجالات الطاقة بأفريقيا والمناطق المشابهة لتقديم أحدث وأفضل الحلول والمواد في مجالات الطاقة وصناعتها
تطبق شركة النيل للبترول اعلى المواصفات وتستخدم احدث التقنيات لتقدم لعملائها وزبائنها خدمات من المستوى الأول ومنتجات تلبى متطلباتهم
تعمل الشركة في كل مجالات الطاقة وتشمل ولكن لاتنحصر في استكشاف وانتاج وتصفيه وتصنيع وتوزيع وتسويق منتجات الوقود الأحفوري
تلتزم الشركة في مجالات عملها ذات الصلة بكل النظم والمواصفات الممكنه عمليا في مجالات الصحة والسلامة والبيئة وأن لاتتسبب في الاذى للناس أو الممتلكات أو البيئة
تشجع شركة النيل للبترول البحث العلمى وتتبنى الطاقات المتجدده ذات الجدوى وتطبيقها في كل موقع تعمل به الشركة فانها ملتزمه نحو تنميه المجتمعات المحلية وتقديم الدعم الممكن لبرامج وانشطه تنميه المجتمعات حسب الظروف المالية والتجاريه للشركه

## تـاريخ النيـل للبترول
تأسست شركة النيل للبترول منذ عام 1954 حيث كانت تعرف بالشركة المصرية الفرنسية للنفط وتحولت في مسمياتها التجارية من فرع لشركة كالتكس ثم كفرع لشركة توتال العالمية حيث عرفت بشركة النيل لتوريد وتجارة الزيوت في ظل شراكة مع حكومة السودان في عام 1978 امتلكت بموجبها الدولة 75% من اسهم الشركة وفي العام 1993 أصبحت شركة النيل للبترول وطنية خالصه.

## نبـذة عن الشركة
النيل للبترول هي شركة النفط الرائدة في شرق أفريقيا واحدة من أكبر عشر شركات النفط الوطنية في أفريقيا، والتى تقوم بتوزيع وتسويق المنتجات البترولية بأنواعها المختلفة حيث تتولى تقديم تلك الخدمة لكافة القطاعات الاستهلاكية، عبر منظومة متكامله في مجالات التخزين والمناولة من المستودعات الرئيسية بالجيلى والشجرة وبورتسودان ذات السعات والطاقات الكبيرة التي تمكنها من الوفاء بخدمات الاستلام والبيع المباشر أو الاستضافة والمنازلة بالكفاءة الفنية والتقنية العالية المتمثله في الصهاريج ذات السعات التخزينية العالية وطلمبات الضخ والتسليم وعبر شبكة العدادات الالكترونية ذات التقنية والسرعة التي تمكن من الوفاء بكافة العمليات اللوجستية، وبواسطة عماله متدربه وذات خبرة عالية ومهارة فائقه ساعدها في ذلك البرامج التدريبية لتأهيل العاملين داخليا وخارجيا لترتبط بكافة اسباب التقنية ومايستجد في مجالات توزيع وتسويق المنتجات البترولية.
تمتلك شركة النيل للبترول عدد من المحطات والمستودعات البتروليه إذا يبلغ عدد مستودعاتها 28 مستودعا بكل من الجيلى والشجرة وبورتسودان إضافة إلى المستودعات الفرعية المنتشرة في جميع ولايات السودان
تؤمن هذه المستودعات من خلال سعاتها التخزينية الكبيرة والمجهزة بأحدث التكنولوجيا امدادا متكاملا للمواد البتروليه تلبى من خلاله متطلبات جميع القطاعات الحيوية والاستراتيجية بالبلاد.
ويبلغ عدد محطاتها أكثر من 240 محطة وهي ذات انتشار جغرافى ونوعى يغطى جميع القطاعات الاستراتيجية المستهلكة والبقاع الجغرافية في شرق وغرب وشمال وجنوب واواسط السودان
تقدم من خلال هذا الانتشار خدماتها لجمهور المستهلكين من تسويق المواد البترولية وخدمات وصيانة السيارات والاليات، وقد بداءت في ادخال خدمة One Stop والذي تقوم فيه المحطة بتقديم خدمات شاملة ومتكاملة لزبائنها وتمتد الخدمات لتغطى كافة احتياجات زبائنها من خلال المتاجر.
يعتبر مستودع الجيلى أول مستودع تزامن تشييده مع إنشاء مصفاة الخرطوم مما كان له الدور الأكبر في تأمين امداد جميع انحاء السودان بمنتجاة المصفاة فضلا عن قيام المستودع بجميع عمليات المنازلة لشركات التوزيع الأخرى في الفترة التي اعقبت تشغيل المصفاة وحتى تشييد تلك الشركات لمستودعاتها.
ونسبة لما تمتلكه الشركة من خبرات في مختلف مجالات العمليات نالت بها ثقه المتعاملين مع هذا القطاع فقد كان مستودع الجيلى قبلة لتدريب اعداد كبيرة اجراءات السلامة والصحة والبيئة والتي تعتبر جزءا اساسيا في جميع الأعمال التي تقوم بها الشركة.
كما قامت شركة النيل للبترول بتطوير أول نموذج للإدارة المتكاملة للوقود بالسودان في شراكة مع شركة سكر كنانة ومشروعاتها الزراعية إضافة إلى شركة سكر النيل الأبيض. ويهدف هذا النموذج إلى خفض تكلفة الطاقة للشركاء.

## خـدمة النيل غاز

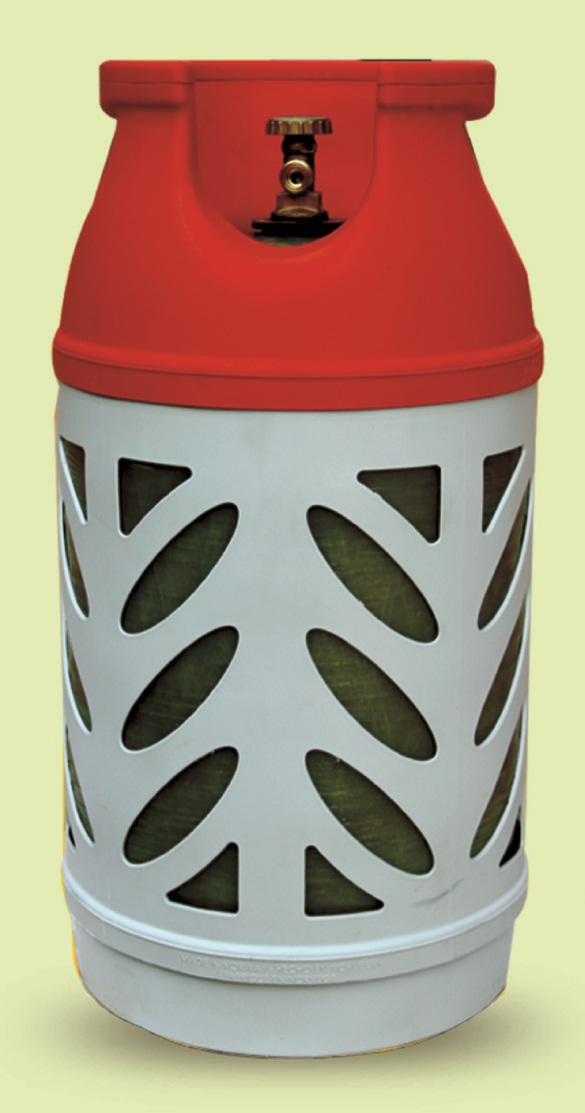
إسطوانة غاز النيل الشفافه

تحارب شركة النيل للبترول القطع الجائر للاشجار والتي تستخدم كوقود وذلك انطلاقا من محافظتها على البيئة ودعوتها لذلك من خلال العمل على تطوير طرق ووسائل تسويق وتوزيع غاز البوتجاز للاستخدام المنزلى وشبه المنزلى كطاقة بديله ونظيفه وبأقل سعر وذلك عبر علامتها التجارية المميزة (النيل غاز)
وفي مجالات تسويق غاز البترول المسال تقوم الشركة بتقديم خدماته عبر المستودعات الرئيسية بالجيلى والشجرة وبورتسودان وودمدنى وكذلك عبر عشره مستودعات اقليمية موزعه بكافة ولايات السودان لايصال هذه الخدمة عبر اسطوانات الغاز بأحجامها المختلفة عبر مراكز توزيع غاز النيل بالعاصمة والاقاليم. واتساقا مع موجهات الدولة الراميه إلى توطين خدمات الغاز المسال كبديل للفحم والحطب في الوقود والطاقة.
الجيل الجديد لخدمات الغاز
كما وفرت الشركة جيل جديد من اسطوانات الغاز مصنعه من الألياف الزجاجية، وتتميز بأنها:
- ذات تصميم انيق:
- خفيـفه : ويمكن حملها بسهولة من قبل اى فرد من افراد الاسرة
- آمنه : ولايوجد خطر من عبث الأطفال، ولااخطار الانفجار حتى في درجات الحرارة القصوى أو نتيجة للطلقات النارية
- شفافه : بحيث يشاهد مستوى الغاز بداخلها
- صديقة للبيئة : نظيفة ولا تلوث البيئة، وغير قابلة للتاكل أو الصدأ
- قوية جدا : قوة الحديد الصلب واخف وزنا من الاسطوانات المعدنية.
تعتبر شركة النيل للبترول أول شركة افريقيه وطنيه تحور على عضوية منظمه الغاز البترولى المسال العالمية WLPGA وهي عضو فاعل في كافة انشطة المنظمة لدعم برامج حماية المناخ العالمى وتقليل الاثار السالبه للمحروقات التي تنتج ثانى اكسيد الكربون.